# Reaper (televisieserie)
Reaper is een Amerikaanse komische televisieserie. De serie wordt sinds 25 september 2007 uitgezonden op The CW. In Nederland was de serie te zien op Comedy Central.

## Verhaal
De serie gaat over het personage Sam. Al 20 jaar lang vindt hij het vreemd dat zijn ouders alles van hem pikken terwijl ze zijn jongere broer hard aanpakken. Dat resulteert in dat hij stopt met school, een baantje bij de plaatselijke bouwmarkt neemt en alleen nog maar videospelletjes speelt. Maar als hij eenmaal 21 jaar wordt staat de Duivel voor z'n neus. Het blijkt dat Sams vader nog voor Sams geboorte zwaar ziek was. De Duivel beloofde hem te genezen, in ruil voor de ziel van zijn eerstgeboren kind. Nu Sam 21 is, is het tijd om de deal na te komen.
De duivel heeft een speciale taak voor Sam: hij wordt een jager die ontsnapte zielen moet opsporen en terugbrengen naar de hel. Om deze taak te voltooien geeft hij Sam een aantal bovennatuurlijke krachten.
Sams vrienden uit de doe-het-zelfzaak vinden het maar wat interessant en willen ook voor Satan werken.

## Rolverdeling
- Bret Harrison - Bret speelt hoofdpersoon Sam Oliver, die eerst nogal moeite heeft met het feit dat zijn ouders zijn ziel aan de Duivel hebben verkocht. Hij gaat hier echter steeds beter mee om en doet ook minder moeilijk als de Duivel weer langskomt met een nieuwe opdracht. Hij is al een tijd verliefd op Andi, een meisje dat ook bij de bouwmarkt werkt, maar ze doen allebei niet veel om voor hun gevoelens uit te komen.
- Ray Wise - Ray speelt de Duivel. Hij is niet de Duivel die je in eerste instantie zou verwachten. Het lijkt alsof hij om Sam geeft en heeft ook vaak grappige en sarcastische opmerkingen. We leren later dat de Duivel er niet zo'n persoonlijk contact op na houdt met alle 'Reapers', dus Sam heeft blijkbaar toch wel iets speciaals. Hij probeert Sam ook vaak advies te geven, wat niet altijd goed aankomt. Ook duikt hij vaak op de meeste onhandige momenten op.
- Tyler Labine - Tyler speelt Sock, een van Sams beste vrienden. Sock is de grappenmaker van het stel. Hij neemt alles niet zo serieus en helpt Sam met het vangen van de ontsnapte zielen. Nadat Sock door zijn moeder uit zijn ouderlijk huis wordt gezet, omdat hij oud genoeg is om op zichzelf te wonen, komt Sock op het idee om samen met Sam en Ben in een appartement te gaan wonen.
- Rick Gonzalez - Rick speelt Ben, de andere beste vriend van Sam, die hem ook helpt bij zijn opdrachten voor de Duivel.
- Missy Peregrym - Missy speelt Andi. Zij werkt ook bij de bouwmarkt en weet niets van het feit dat Sam voor de Duivel werkt. Ze wordt af en toe ook behoorlijk gek van zijn geheimzinnige gedrag. Ze laat haar gevoelens voor Sam niet duidelijk merken en vertelt ze pas als Sam al een vriendin heeft.

## Trivia
- De eerste aflevering van de serie is geregisseerd door Kevin Smith die voornamelijk bekend is van de culthit Clerks. (1994).